# Adam Mpali
Adam Girard de Langlade Mpali, född 29 maj 2002, är en gabonesisk simmare. Hans syster, Aya Mpali, är också en simmare som deltog vid OS 2020.

## Karriär
Vid VM 2019 slutade Mpali på 128:e plats på 50 meter frisim. Vid olympiska sommarspelen 2020 i Tokyo, som arrangerades 2021, slutade han på 68:e plats på 50 meter frisim och blev utslagen i försöksheatet. Vid kortbane-VM 2021 i Abu Dhabi slutade Mpali på 97:e plats på 50 meter frisim. Vid VM 2022 i Budapest slutade han på 87:e plats på 50 meter frisim. Vid VM 2023 i Fukuoka slutade Mpali på 108:e plats på 50 meter frisim. Vid afrikanska spelen 2023 i Accra, som arrangerades 2024, tävlade Mpali i 50 meter frisim.
Vid VM 2024 i Doha slutade Mpali på 110:e plats på 50 meter frisim. Vid olympiska sommarspelen 2024 i Paris blev han utslagen i försöksheatet på 50 meter frisim och slutade på totalt 68:e plats.